# Maximilian Kappler
Maximilian Kappler (* 1. Oktober 1997 in Lichtenstein/Sa.) ist ein deutscher Motorradrennfahrer.

## Karriere
Maximilian Kappler begann seine Karriere 2003 im ADAC Pocket Bike Cup. 2006 gewann Kappler den Deutschen Meistertitel im Nachwuchs-Cup, gleichzeitig wurde er Dritter bei der Europameisterschaft. Auch 2007 und 2008 startete Kappler mit Pocket Bikes in der Europameisterschaft und in der Deutschen Schülermeisterschaft, wo er erneut Meister wurde. Zur Saison 2009 wechselte der Sachse in den ADAC Mini Bike Cup, wo er auch 2010 an den Start ging. Nebenher führte sein Weg nach Spanien, in den Banjaca-Cup von Legende Jorge Martínez. 2011 beendete er den ADAC Junior Cup auf Rang 8 als bester Rookie.
Im Jahr 2012 ging Kappler erstmals in der Moto3-Klasse der Deutschen Straßenmeisterschaft an den Start, 2013 sicherte er sich in dieser Klasse mit dem Racing Team Germany den Deutschen Meistertitel auf FTR-Honda. In den folgenden Jahren wagte der Sachse den Sprung in die Moto3-Klasse der Spanischen Motorrad-Straßenmeisterschaft, die er zweimal auf den Plätzen 33 und einmal als 24. beendete. Von 2014 bis 2016 startete Kappler zudem bei vier Moto3-Läufen der Motorrad-Weltmeisterschaft, erreichte aber keine Punkte.
Seit dem Jahr 2018 startet Kappler feste in der Supersport-300-Weltmeisterschaft für das Team Freudenberg auf KTM.

## Statistik

### Erfolge
- 2006 – Deutscher Meister Pocket Bike Nachwuchs-Cup
- 2007 – Deutscher Meister Pocket Bike Schüler-Meisterschaft
- 2008 – Deutscher Meister Pocket Bike Schüler-Meisterschaft
- 2013 – Deutscher Moto3-Meister auf FTR-Honda

### In der Motorrad-Weltmeisterschaft
| Saison | Klasse | Motorrad  | Rennen | Siege | Podien | Poles | Punkte | Ergebnis |
| ------ | ------ | --------- | ------ | ----- | ------ | ----- | ------ | -------- |
| 2014   | Moto3  | FTR       | 1      | –     | –      | –     | –      | –        |
| 2015   | Moto3  | FTR Honda | 2      | –     | –      | –     | –      | –        |
| 2016   | Moto3  | KTM       | 1      | –     | –      | –     | –      | –        |
| Gesamt | Gesamt | Gesamt    | 4      | 0     | 0      | 0     | 0      |          |

### In der Supersport-300-Weltmeisterschaft
(Stand: 10. August 2020)
| Saison | Motorrad | Rennen | Siege | Podien | Poles | Punkte | Ergebnis |
| ------ | -------- | ------ | ----- | ------ | ----- | ------ | -------- |
| 2017   | Yamaha   | 1      | –     | –      | –     | 8      | 26.      |
| 2018   | KTM      | 8      | –     | –      | –     | 5      | 27.      |
| 2019   | KTM      | 9      | –     | –      | –     | 16     | 18.      |
| 2020   | KTM      | 2      | –     | –      | –     | –      | –        |
| Gesamt | Gesamt   | 20     | 0     | 0      | 0     | 29     |          |